# Шулешівка
Шуле́шівка — село в Україні, в колишньому Путивльському районі Сумської області. Населення становить 130 осіб. 

## Географія
Село Шулешівка знаходиться на березі річки Клевень, вище за течією на відстані 2,5 км розташоване село Веселе, нижче за течією на відстані 1 км розташоване село В'ятка, за 1,5 км — зникле село Нове Життя. Навколо села багато іригаційних каналів.

## Історія
За даними на 1862 рік у власницькому селі Путивльського повіту Курської губернії мешкала 272 особи (135 чоловіків та 137 жінок), налічувалось 26 дворових господарств.
Станом на 1880 рік у колишньому власницькому селі Рев'якінської волості мешкало 516 осіб, налічувалось 70 дворових господарств.
12 червня 2020 року, відповідно до розпорядження Кабінету Міністрів України № 723-р «Про визначення адміністративних центрів та затвердження територій територіальних громад Сумської області», село увійшло до складу Путивльської міської громади.
19 липня 2020 року, в результаті адміністративно-територіальної реформи та ліквідації Путивльського району, увійшло до складу новоутвореного Конотопського району.

## Населення

### Мова
Розподіл населення за рідною мовою за даними перепису 2001 року:
| Мова       | Кількість | Відсоток |
| ---------- | --------- | -------- |
| російська  | 81        | 62.31%   |
| українська | 49        | 37.69%   |
| Усього     | 130       | 100%     |